# Sinfonía n.º 28 (Mozart)

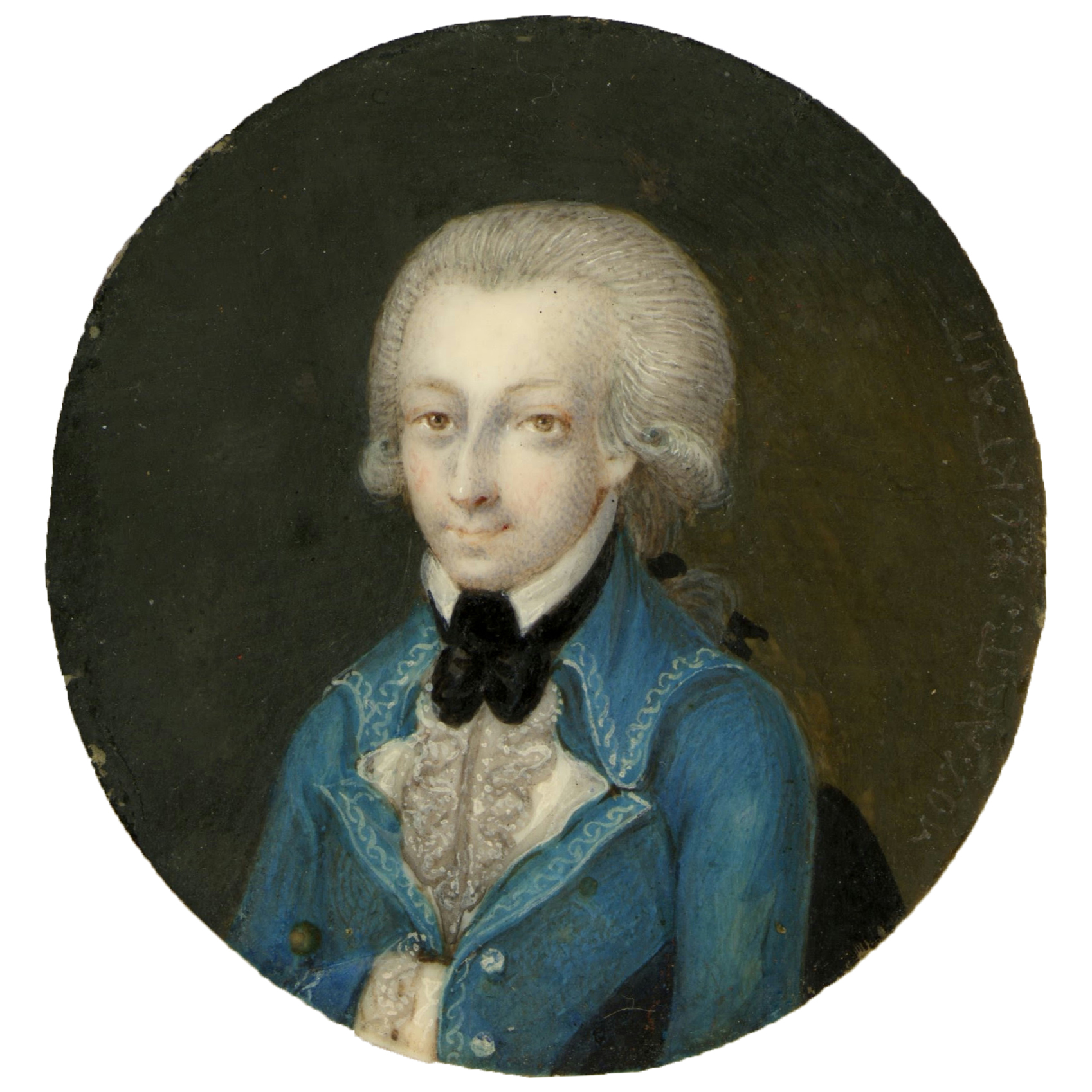
Mozart en 1773.

La Sinfonía n.º 28 en do mayor, K. 200/189k fue compuesta por Wolfgang Amadeus Mozart en 1773 o 1774.

## Historia

### Contexto

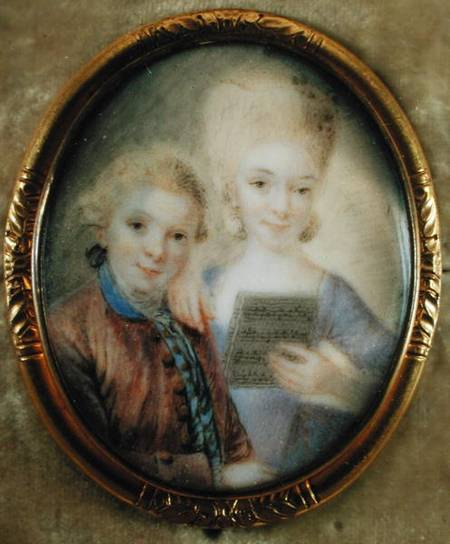
Wolfgang y Nannerl hacia 1763.

La carrera de Mozart como sinfonista había empezado en Londres durante el gran viaje de la familia Mozart por Europa entre junio de 1763 y noviembre de 1766. El padre Leopold Mozart planeó la gira para exhibir a sus prodigiosos hijos, Wolfgang y Nannerl en las principales cortes europeas. En ese tiempo Wolfgang compuso sus primeras obras del género, que tenían una deuda sustancial con las sinfonías de estilo galante italianizante en tres movimientos de Carl Friedrich Abel y Johann Christian Bach; también escuchó las sinfonías de compositores relevantes como Thomas Arne, William Boyce y Giuseppe Sammartini. Posteriormente Leopold y sus hijos pasaron en Viena varios meses de 1768 durante los cuales el joven maestro hizo un esfuerzo consciente por adaptar su estilo sinfónico a los gustos del público vienés, adoptando entre otras cosas la estructura en cuatro movimientos. Una afortunada consecuencia de los largos viajes del compositor en ciernes fue el contacto que le proporcionaron con una generosa muestra representativa de las tradiciones musicales europeas: alemana, británica, francesa e italiana.
El joven compositor y su padre realizaron tres viajes a Italia entre diciembre de 1769 y en mayo de 1773. En este periodo alternó sus visitas con estancias en Salzburgo durante las cuales creó la ópera Mitrídates, rey de Ponto, así como varias sinfonías con apreciable influencia del gusto italiano por la ópera bufa. En 1772 y 1773 el maestro austríaco vivió una etapa de entusiasmo por la escritura sinfónica, produciendo cada año siete nuevas sinfonías (n.º 15 - n.º 27). Después redujo su actividad en este campo y en los dos años siguientes sólo aparecieron tres nuevas piezas del género (n.º 28, 29 y 30).

### Composición
La fecha exacta de la composición de esta obra no está del todo clara. Puede ser del 17 o del 12 de noviembre de 1774 o de 1773. Es la última pieza del llamado "periodo salzburgués". Con frecuencia, esta sinfonía de Mozart es puesta a un lado por los musicólogos a causa de su carácter galante, que puede ser descrito como "transparente". Si 1774 es el año de composición correcto, entonces la n.º 28 siguió a las n.º 29 y 30 en lugar de precederlas. Como todas las sinfonías escritas antes de su huida en 1781 del autocrático arzobispo de Salzburgo, excepto cuatro (n.º 25, 29, 31, 34), la n.º 28 ha sido eclipsada por sus últimas seis sinfonías, empezando por la n.º 35 "Haffner" de 1782.

### Estreno y publicación
No se sabe con certeza la fecha y el lugar en que tuvo lugar el estreno de la sinfonía.
La primera edición fue llevada a cabo en 1880 por la editorial Breitkopf & Härtel en Leipzig, que publicó bajo la denominación Wolfgang Amadeus Mozarts Werke, Serie VIII, No. 28 tanto las partes como la partitura completa. Aunque antes de esta edición, la editorial Ewer publicó en 1847 en Londres un arreglo realizado por Carl Czerny, al igual que ocurrió con la Sinfonía n.º 24.

## Instrumentación
La partitura está escrita para una orquesta formada por:
- Viento madera: 2 oboes.
- Viento metal: 2 trompas en do y 2 trompetas en do.
- Teclado: [clavecín].
- Cuerda: una sección de cuerdas con 2 violines (primero y segundo), viola, violonchelo y contrabajo.

En las orquestas de aquella época era una práctica común emplear el fagot y el clavecín, si estaban presentes en la orquesta, para reforzar la línea del bajo o bien como continuo, incluso sin notación separada. Lo mismo se aplica a los timbales, que normalmente aparecían en paralelo con las trompetas (si estaban presentes en la orquesta).

## Estructura y análisis
La sinfonía consta de cuatro movimientos:
- I. Allegro spiritoso, en do mayor 3
4
- II. Andante, en fa mayor 2
4
- III. Menuetto. Allegretto, en do mayor – Trio, en fa mayor 3
4
- IV. Presto, en do mayor 2
2

La interpretación de esta obra dura aproximadamente entre 15 y 20 minutos. Las Sinfonías n.º 28 y 33 fueron escritas en tonalidades mayores y en palabras de Roger Dettmer merecen una mayor difusión que la de interpretaciones ocasionales. La n.º 28 es más extrovertida; Mozart añadió trompetas y timbales a la orquestación habitual. Para algunos entendidos, recuerda o anticipa obras que van desde la Sinfonía "de los adioses" de Haydn de 1772 hasta su propia La flauta mágica de 1791. A pesar de las implicaciones cómicas del Finale, evitó la ironía y el sentimentalismo. Los ornamentos decorativos son el sello distintivo de un estilo que Mozart dominó cuando su padre lo exhibió por todas partes como niño prodigio. En Salzburgo, Wolfgang se puso bajo la tutela de Michael Haydn, quien le animó a dotar a su música de sentimientos más profundos de los que había arriesgado hasta entonces. A partir de la Sinfonía n.º 25, Mozart respondió notablemente. Durante el movimiento lento de la nº 28, los compases en modo menor proyectan sombras sobre el paisaje, como si se tratara de nubes pasajeras. El Menuetto comienza de forma convencional, aunque con temas de carácter "sinfónico", pero el segundo tema del trío (sólo para cuerdas, marcado en forte) tiene alteraciones cromáticas que intensifican la expresividad. Lo mismo ocurre con el uso de la forma sonata en todos los movimientos excepto en el Menuetto.

### I.Allegro spiritoso
El primer movimiento, Allegro spiritoso, está escrito en la tonalidad de do mayor, en compás de 3/4 (173 compases) y sigue la forma sonata. Se abre con su arpegio descendente de cuatro acordes antes de que empiece la diversión en los violines. Hay un cambio de tonalidad para el segundo tema más largo, además de un breve tema de cierre en la tónica. Tras una repetición de la exposición, el tema principal no sólo domina un desarrollo breve y apasionado, sino que también encabeza la recapitulación y la coda. Es notable por su riguroso carácter introductorio. En los otros movimientos en tonalidad de do mayor, las melodías y los temas están desarrollados de manera más ligera, en contraste con los arpegios del primer movimiento. 

### II.Andante
El segundo movimiento, Andante, está en fa mayor y en compás de 2/4 (91 compases). En el movimiento lento las trompetas y timbales permanecen en silencio. Empieza con un tema principal legato, al estilo de un aria, escrito para violines con sordini, pero es el tercer tema final en semicorcheas el que ocupa una breve sección de desarrollo.

### III.Menuetto.Allegretto–Trio
El tercer movimiento, Menuetto. Allegretto – Trio, está en do mayor que en el trío pasa a fa mayor y el compás es 3/4 (62 compases; 42 + 20 compases). El trío está escrito solo para las cuerdas. Mozart modifica Menuetto con la indicación Allegretto y asigna a las trompas cinco notas a lo largo de dos compases en los que no hay acompañamiento. Se trata de un minueto bailable en el que los oboes doblan los dos temas de la sección de canto de los violines.

### IV.Presto
El cuarto y último movimiento, Presto, retoma la tonalidad inicial y el compás es alla breve (190 compases). En el Finale Mozart usa los metales de una forma más prominente de lo usual, lo cual anticipa su Sinfonía n.º 41 K. 551, "Júpiter". Nadie más que Mozart, incluso a su edad, podía escribir Finales de Presto tan despreocupados como éste. La ejecución es magistral, tanto más sorprendente cuanto que no se trata de un rondó finale al uso, sino de una sonata. El tema principal con trinos de los violines, como el zumbido de las alas de un colibrí, es el tema principal tanto del desarrollo como de una breve coda, en la que los oboes doblan los trinos, lo que resulta emocionante, dado el desafío del tempo vivaz de Mozart.